# Mit narodowy
Mit narodowy − niepotwierdzone merytorycznie ani źródłowo opowieści dotyczące danego narodu, których celem jest stworzenie odpowiedniego mniemania o tym narodzie, a w szczególności podtrzymanie pozytywnych stereotypów o nim.
Mity takie często służą podtrzymaniu tożsamości narodowej czy skupieniu narodu wokół jakiejś sprawy. Zbiór mitów narodowych stworzonych przez dany naród określa się mianem mitologii narodowej.